# Petra Šáchová
Petra Šáchová (* 26. května 1950) je česká farářka Církve československé husitské, modelka, politička a redaktorka.
V roce 1970 se stala Miss Prahy a léta se živila jako manekýna. Současně vystudovala husitskou teologii a od roku 1976 působí jako farářka. Nejdéle působila na farnosti na Smíchově. V letech 2010–2013 byla zastupitelkou Prahy 5 a zároveň vykonávala i funkci ombudsmanky v městské části. Od roku 2018 spolupracuje se sociálním pracovníkem Ondřejem Syrovým a společně se snaží rozvíjet diakonickou práci v církvi. Léta je také redaktorkou magazínu DISUK.cz, kde má svou videorubriku Večerní čtení Bible.